# Katrin Arrieta
Katrin Arrieta (* 23. Januar 1961 in Rostock als Katrin Kowalke) ist eine deutsche Kunsthistorikerin und Kuratorin.

## Leben
Arrieta studierte Kunstgeschichte an der Universität Leipzig. Sie wurde dort 1990 mit einer Arbeit zum Thema Jünglingsgestalten in der deutschen Plastik zwischen dem I. und II. Weltkrieg: zur Symbolik ihrer Körpersprache promoviert. Nach Tätigkeiten in der Ring-Galerie und im Atelierhaus Leipzig leitete sie von 2001 bis 2006 die Kunsthalle Rostock. Ab 2006 betrieb sie die Gründung des Kunstmuseums Ahrenshoop, dessen Kuratorin sie seither ist. Dieses Museum erhielt unter ihrer Leitung zahlreiche Auszeichnungen. Seit 2013 ist Arrieta Mitglied im Kunstbeirat der Hanse- und Universitätsstadt Rostock.

## Veröffentlichungen (Auswahl)
- Hans Brass (1885–1959): Retrospektive. Katalog zur Ausstellung, mit Stefan Isensee, Sebastian Kleinschmidt, Kunstmuseum Ahrenshoop (Hrsg.), 2019, ISBN 978-3-9821242-0-9
- Gerhard Marcks und Alfred Partikel – Eine Künstlerfreundschaft in Ahrenshoop. Katalog zur Ausstellung, Kunstmuseum Ahrenshoop (Hrsg.), 2019, ISBN 978-3-9817987-7-7
- Licht, Luft, Freiheit : 125 Jahre Künstlerkolonie Ahrenshoop : 25. März bis 8. Oktober 2017. mit Gerburg Förster, Kunstmuseum Ahrenshoop (Hrsg.), 2017, ISBN 978-3-9817987-4-6
- „Um uns ist ein Schöpfungstag“ : von der Künstlerkolonie bis heute. Katalog zur Eröffnungsausstellung des Kunstmuseums Ahrenshoop, mit Gerburg Förster, Verein der Freunde und Förderer des Kunstmuseums Ahrenshoop e. V. (Hrsg.) für das Kunstmuseum Ahrenshoop. 2013, ISBN 978-3-9816136-1-2
- Eine mecklenburgische Galerie : Kunst aus dem Bestand der Stiftung Mecklenburg. Hinstorff, Rostock 2013, ISBN 978-3-356-01588-1
- Joachim Böttcher – Malerei und Skulptur, Faltblatt zur Ausstellung mit 6 Abbildungen und einem Text von Dr. Katrin Arrieta, Kunstmuseum Ahrenshoop (Hrsg.)
- Elisabeth von Eicken : malen und gestalten. mit Ruth Negendanck, MCM ART, Berlin 2011, ISBN 978-3-9811946-9-2
- Alfred Partikel. Die „gebrochene Fiktion der Idylle“. MCM Art Verlag, Berlin 2009, ISBN 978-3-9811946-5-4.
- Kate Diehn-Bitt: Tagebuch, Kindheit und Jugend 1904–1920, Ausstellungskatalog. Max-Samuel-Haus, Rostock 2009
- Katrin Arrieta u. a.: Emerita Pansowova. Plastik und Zeichnungen, 2009, DKB Stiftung für gesellschaftliches Engagement, Löwenberger Land,  ISBN 978-3980797290
- Guenter Roese, Katrin Arrieta, Max Görner, Dietrich Noßky: Fritz Dähn 1908–1980 – Malerei und Arbeiten auf Papier. MCM ART, Berlin 2008, ISBN 978-3-9811946-1-6
- Die Kunstsammlung der ehemaligen Artothek der Universität Rostock. Katalog, Universität Rostock, 2000, (Volltext, RosDok)
- Die graphische Sammlung des ehemaligen Kunsthistorischen Instituts der Universität Rostock. Katalog, Universität Rostock, 1999, (Volltext, RosDok)

## Beiträge von Katrin Arrieta auf YouTube über das Kunstmuseum Ahrenshoop und seine Exponate
- Exponat der Woche - Idylle im Kunstmuseum Ahrenshoop auf YouTube, 10. Januar 2023, abgerufen am 6. Mai 2024.
- Exponat der Woche - das Schaffen von Elisabeth von Eicken auf YouTube, 6. Mai 2022, abgerufen am 6. Mai 2024.
- Im Gespräch: Dr. Katrin Arrieta und Marion Schael aus dem Kunstmuseum Ahrenshoop auf YouTube, 16. Juni 2021, abgerufen am 6. Mai 2024.
- Schmidt-Rottluff Kunstpreis 2018: Laudatio von Dr. Katrin Arrieta auf Michael Morgner auf YouTube, 30. März 2018, abgerufen am 6. Mai 2024.
- Sehenswerte Seestücke in Ahrenshoop auf YouTube, 30. Mai 2014, abgerufen am 6. Mai 2024.